# Општина Мадулари-Беика (Валча)
Мадулари-Беика (рум. Mădulari-Beica) општина је у Румунији у округу Валча.
Oпштина се налази на надморској висини од 291 m.